# HNK Orašje
Pour les articles homonymes, voir HNK.
Le HNK Orašje est un club de football bosnien basé à Orašje, fondé en 1996.

## Bilan sportif

### Palmarès
- Coupe de Bosnie-Herzégovine
  - Vainqueur : 2006
  - Finaliste : 1998

- Première ligue de la fédération de Bosnie-et-Herzégovine
  - Vice-champion : 2010

- Coupe d'Herzeg-Bosnia
  - Vainqueur : 1998, 2000
  - Finaliste : 1997

### Bilan européen
Note : dans les résultats ci-dessous, le score du club est toujours donné en premier
| Saison    | Compétition | Tour           | Club       | Domicile | Extérieur | Total |
| --------- | ----------- | -------------- | ---------- | -------- | --------- | ----- |
| 2006-2007 | Coupe UEFA  | Premier tour Q | NK Domžale | 0 - 2    | 0 - 5     | 0 - 7 |

Légende
- Victoire ou qualification pour le tour suivant
- Match nul
- Défaite ou élimination de la compétition